# 安富高史
安富 崇史（やすとみ たかし）は、日本の漫画家。大東文化大学卒業。安富高史、やすとみかな名義でも執筆している。

## 経歴
大学卒業後、望月三起也を始め、峰岸とおる、福本伸行らのアシスタントを務める。
1994年、『近代麻雀ゴールド』（竹書房）に掲載の「花影」でデビュー。
2011年現在、『週刊女性』（主婦と生活社）にて『まねきガールズ』を連載中。

## 主な作品一覧

### 連載中
- まねきガールズ（週刊女性、主婦と生活社） ※やすとみかな名義

### 連載終了
- 花影（近代麻雀ゴールド、竹書房） - デビュー作。
- 監察医SAYOKO（ヤングチャンピオン、秋田書店、全5巻）
- ミッションUMA（コミックアルファ、メディアファクトリー） ※読切
- ミッションUMA（MANGAオールマン、集英社） ※読切
- プロ野球界女子アナ狂騒曲（出版社不詳）
- イケメン選手VS巨乳女子アナ（出版社不詳）
- 人妻デリヘルはるな（人妻新鮮組、竹書房）
- スーパースターの甲子園 佐々木主浩（竹書房）
- LOSER ルーザー（原作：福本伸行、近代麻雀ギャンブルCOM、竹書房）
- レンゴク（近代麻雀、竹書房）
- 芸能人ゴシップ漫画（仮称）（漫画TVダンク、曙出版）
- スーパースターの甲子園 黒田博樹（竹書房）
- 鬼畜ZO（竹書房）
- コミック人類滅亡パニック（笠倉出版社）
- ヒストリーアドベンチャー・「スコットとアムンゼン」（ベネッセコーポレーション）
- ヒストリーアドベンチャー・「シートン」（ベネッセコーポレーション）
- 儲かる!! 人生の歩み方 入門編（秦文社）